# Ambulyx staudingeri
Ambulyx staudingeri là một loài bướm đêm thuộc họ Sphingidae. Loài này có ở Philippines.
Nó giống với Ambulyx pryeri.

## Sự miêu tả

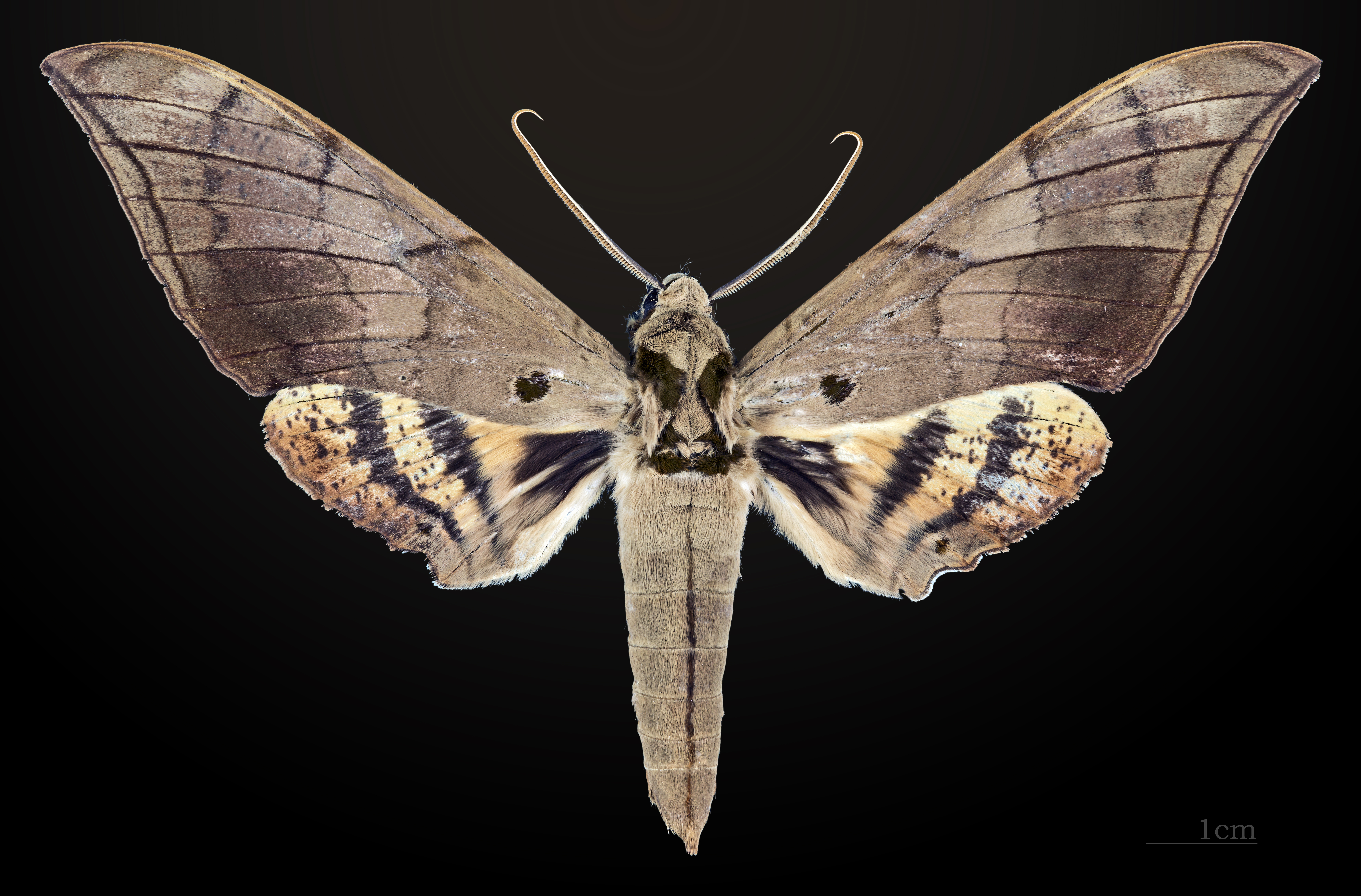
♂
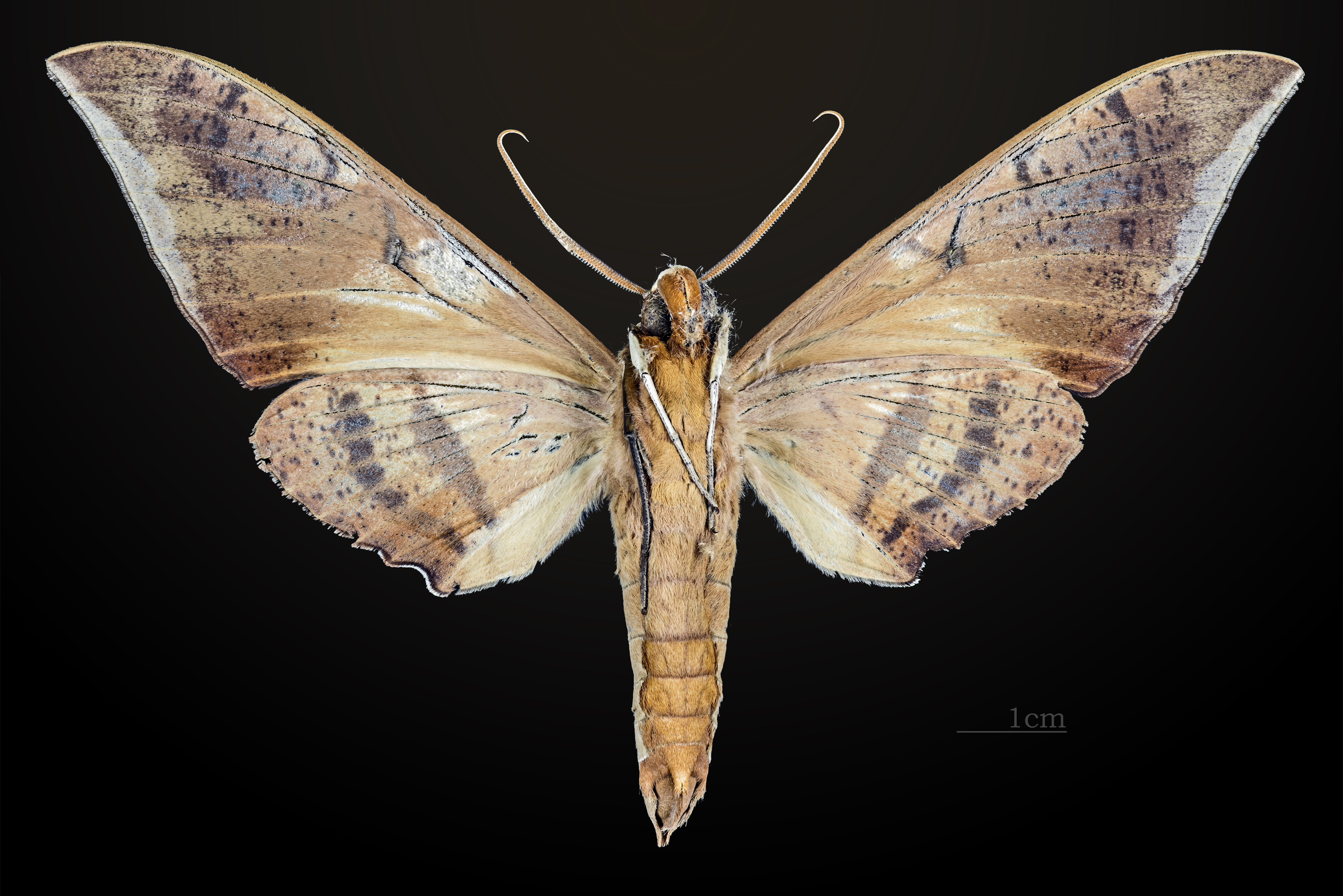
♂ △
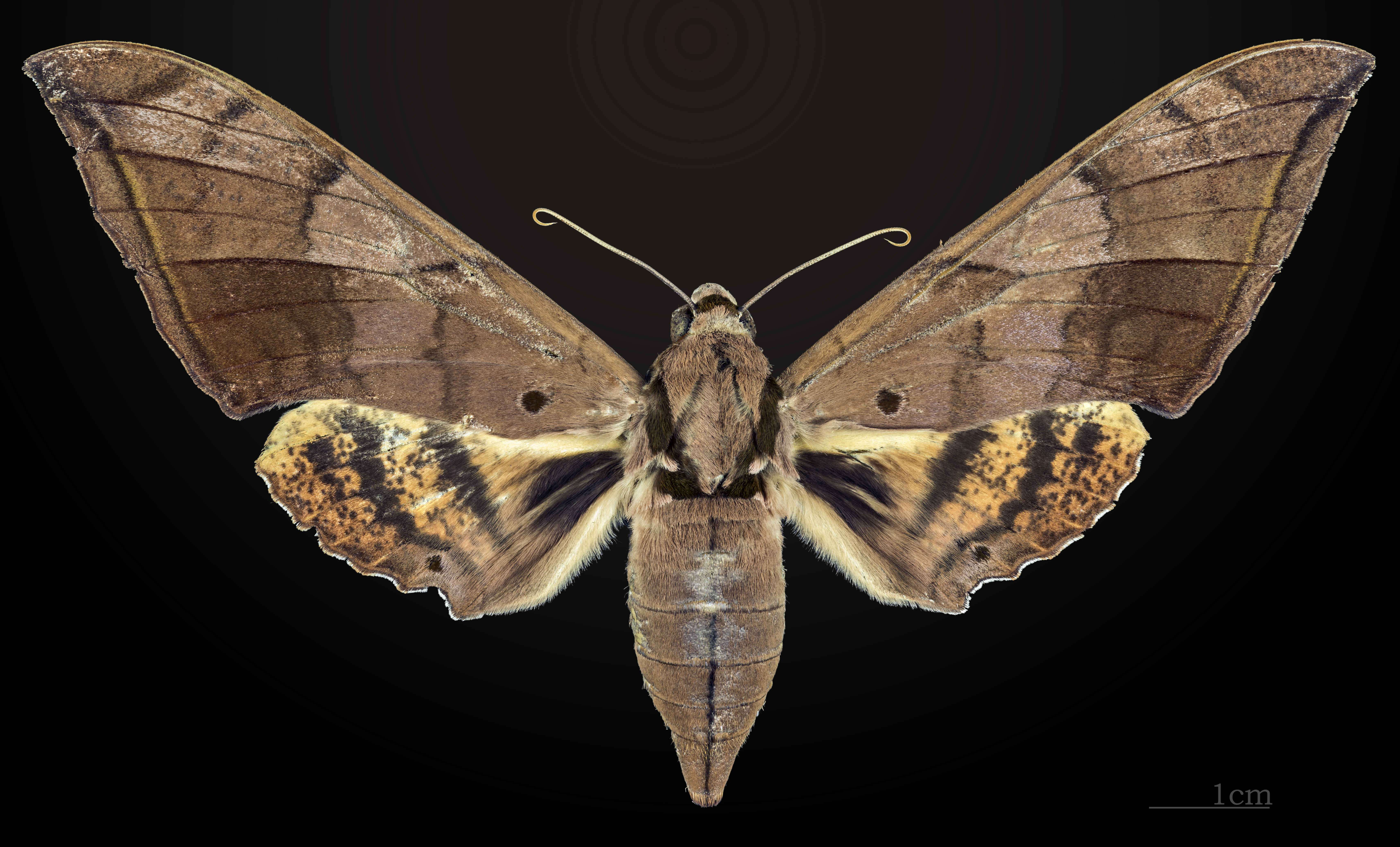
♀
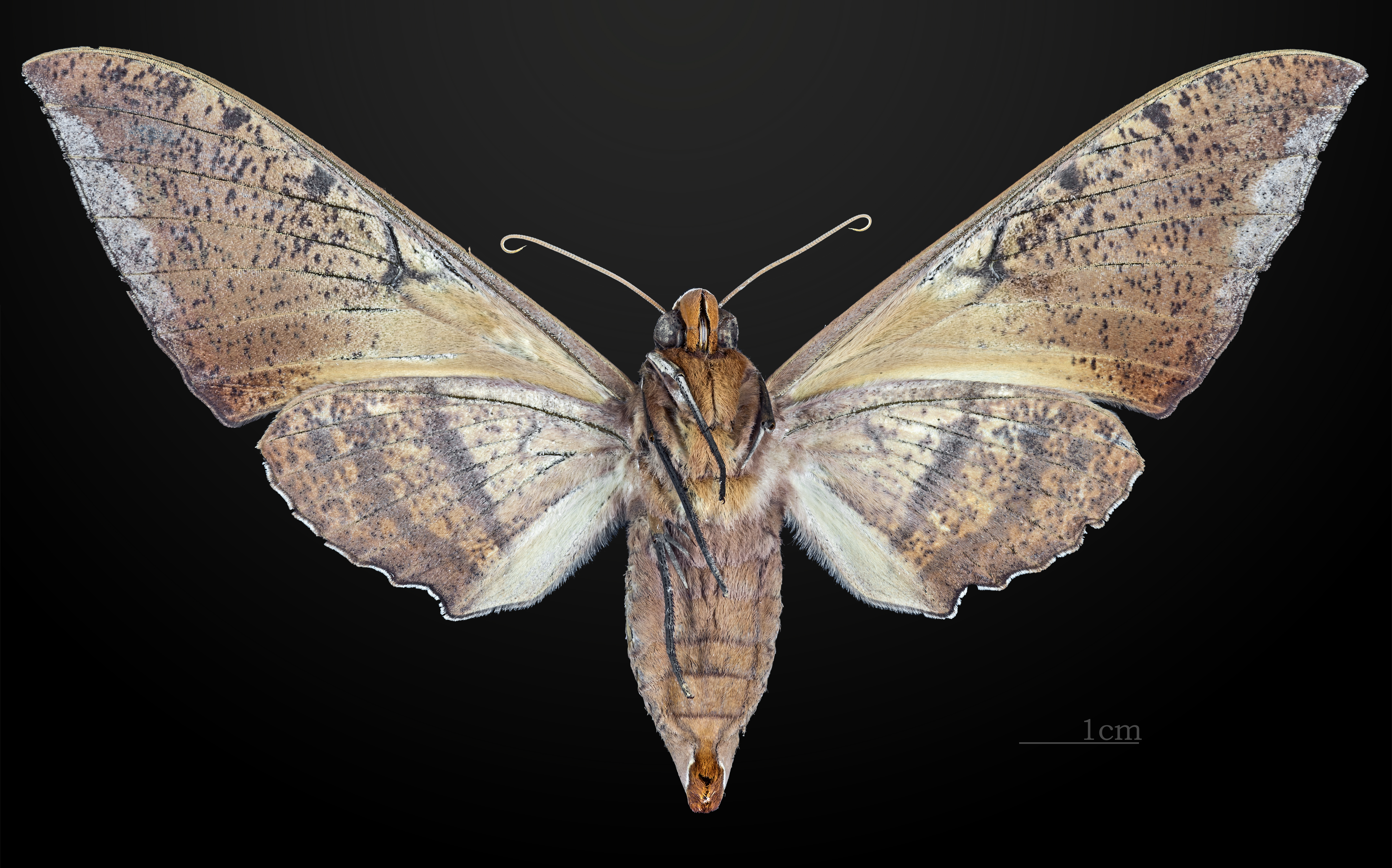
♀ △